# Euphaedra crawshayi
Euphaedra crawshayi är en fjärilsart som beskrevs av Butler 1895. Euphaedra crawshayi ingår i släktet Euphaedra och familjen praktfjärilar. Inga underarter finns listade i Catalogue of Life.